# 日本ファクトチェックセンター
日本ファクトチェックセンター（にほんファクトチェックセンター、英: Japan Fact-check Center、略称：JFC）は、ヤフーやネット関連企業などで作る一般社団法人セーファーインターネット協会（SIA）が、2022年10月1日に設立したインターネット上の誤情報・偽情報の対策を行なう非営利の機関である。
SNSなどで配信される真偽不明な情報による社会の混乱を防ぐ試みで、有識者やファクトチェッカーなどがファクトチェック（事実の検証）を行い、実施結果や検証過程などをWebサイトに公開する。2020年の「総務省プラットフォームサービスに関する研究会」や、産学官民連携の「Disinformation対策フォーラム」において、インターネット上に流通する誤情報・偽情報、特にSNSにおける個人の投稿について、プラットフォーム事業者が対処する必要性が指摘され設立された。当面の運営資金はGoogleとYahoo! JAPANが提供するが、独立性を保つために資本関係ではなく寄付である。
取り上げる記事は、影響範囲の広さ・深さ・身近さの3軸から選ばれる。設立後3カ月間で行った40本のファクトチェックをのうち、約3分の1が新型コロナ関係であり、特にワクチンに関するチェックが多い。

## 設立の経緯
2020年に、総務省で行われた有識者会議「総務省プラットフォームサービスに関する研究会」において、ネット上の誤情報・偽情報の問題は、法規制ではなく民間による取り組みの推進が必要だとする報告書が発表された。それを受けてセーファーインターネット協会（SIA）が、官庁や有識者、事業者で構成される「Disinformation対策フォーラム」を立ち上げ、2021年7月に「ワクチンデマ対策シンポジウム」を開催するなど、偽情報・誤情報対策に取り組んできた。
2022年3月に「Disinformation対策フォーラム」が発表した報告書では、次のように書かれている。

- 「従来の情報環境においては、新聞やテレビ等の報道機関が日々の取材や発信内容の多重チェックを通じて健全かつ多元的な言論空間を支える役割を担ってきたところ、インターネット上、特に個人が自由に情報を発信するSNS等においては、それに比肩するシステムが未だ不十分であるとの現状認識があり、プラットフォーム事業者の取組を始めとした関係者の協力によりその不足を補うことが重要かつ喫緊の課題であるとの問題意識によるものである。」
- 「（ファクトチェックのあり方について）プラットフォーム事業者が提供するサービスやシステムに精通しつつ、それぞれ専門性が異なる各分野に適したアプローチをとることが可能な、中立的なガバナンス体制を有する団体によるチェックの充実が図られることが望ましい。」
- 「偽情報・誤情報対策は誤った情報の流通による被害を抑止することを目的としており、情報の誤りを正すことそのものを目的としているわけではない点に留意が必要である。真偽にかかわらず情報や意見を発信することは個人の自由であり、自由な情報発信は健全かつ活発な情報環境に不可欠である。ファクトチェックの実施により、個人による情報発信の委縮を招くことがないよう、十分な配慮が必要である。」

2022年10月1日、2年間の議論により、テクノロジー企業が協力して検証機関を作ることになり、「日本ファクトチェックセンター（JFC）」が設立された。ネット上の不確かな情報を中心にファクトチェックを行い、チェック結果や検証過程をnote上の公式WebサイトやYahoo!ニュースで発信する。また、デジタル時代の教材開発やオンライン講習などのメディアリテラシー教育、調査研究などを行い、総合的な偽情報・誤情報対策を行なうことを目的とする。

## 活動資金
Googleの慈善事業部門「Google.org」が当面の活動資金として2年間で最大150万ドル(約2億1,700万円)、Yahoo!が1年で2,000万円を提供した。独立した組織にするため、資本関係ではなく寄付である。
今後もプラットフォーマーや情報通信業界などからの資金提供や募金によって運営を行ない、広告収入や有料化は行わないとする。

## 体制、メンバー
ファクトチェックを行なう体制は、「監査委員会」「運営委員会」「編集部」からなる。
監査委員会がガバナンス全体の適正性確認や協賛企業等との利益相反チェックなどを行い、監査委員長は宍戸常寿東京大学大学院法学政治学研究科教授が務める。監査委員会の監修の元、憲法・法律の専門家である運営委員会が、運営ガイドラインの制定や運用状況の監督、ファクトチェック効果の評価、案件や分野選定の評価などを行なう。運営委員長は京都大学大学院法学研究科教授の曽我部真裕が務め、副委員長は慶應義塾大学大学院法務研究科教授山本龍彦、委員には毎日新聞客員編集員の小川一、元朝日新聞記者で桜美林大学教授の平和博などが参加している。
これらの運営委員会の下に検証を行う編集部を置き、運営ガイドラインなどを元にファクトチェック記事を執筆する。創刊編集長を務める古田大輔は、メディアコラボ代表、「デジタル・ジャーナリスト育成機構（D-JEDI）」事務局長、「ファクトチェック・イニシアティブ（FIJ）」理事であり、元朝日新聞記者、BuzzFeed Japanの創刊編集長を経て、2020 - 2022年に「Google News Lab」ティーチングフェローとして、記者や学生にデジタル報道セミナーを行った。常勤は編集長の古田のみだが、ファクトチェックは早稲田大学政経学部の大学生4人と、セーファーインターネット協会（SIA）のリサーチチーム3人が行い、朝日新聞記者の野上英文と元朝日新聞記者のライター藤森かもめが記事を監修をする。

## 判定基準
ファクトチェックの判定基準は、「正確（誤りがない）」、「ほぼ正確（大部分が正しい）」「根拠不明（根拠が不十分）」「不正確（重要な部分に誤りや欠落、ミスリードがある）」「誤り（全体に間違っているか重大な欠落がある）」の5種である。ファクトチェックのガイドラインは、国際ファクトチェックネットワーク（IFCN）の基準を満たすものであり、この検証手法を使えば誰でも同じ判定結果に至るとする。
ファクトチェックでは、その真偽の「判定結果」と「動画検証 、画像検証、地理検証 、音声検証」などのオープンソース取材（OSINT）の手法を解説し、検索の仕方や検証ツールも紹介する。「稲田議員と皇室がチマチョゴリを着ている画像」「静岡県で発生した水害の画像」などのファクトチェック記事では、画像検索ツール「TinEye」や「Googleレンズ」を使った合成画像の検証手法を解説した。「WHOが未接種の反ワクを『殺人者』と公式に位置付け」のファクトチェック記事では、ニュースサイト「News Punch」は誤情報を発信していることで有名であり、信頼性の格付けツール「NewsGuard」で最低レベルの「最大限の注意が必要なサイト」に位置づけられていることを紹介した。

## 批判

### 報道機関を原則対象外とすることへの批判
2022年9月30日、SmartFLASHの記事がネットに掲載され、SNS上の批判の声「ガイドラインが、最も影響力のある新聞やテレビを第1条で除外し、ネットに限定している点で既にダメ」「第4の権力と言われているテレビ・新聞などマスメディアの権力者と戦わず、何の権力もない弱者と戦う存在意義があるのか？」などが紹介された。日本ファクトチェックセンター（JFC）は、ガイドラインの第1条で「インターネット上の情報に関するファクトチェックの実施」と定め、ガイドラインの第19条で、検証対象について「正確で公正な言説により報道の使命を果たすことを目指す報道機関として運営委員会が認める者が発信した言説ではないこと」と定めているが、「テレビと新聞は対象外」とは書いていない。運営委員会事務局長を務める吉田奨（セーファーインターネット協会専務理事）は、「正確で厳格な報道機関」を原則として対象外としていることについて、「報道機関はそもそも自身で事実を確認して報道することが使命であり、そこは報道機関自身に委ねる」とし、人員リソースの問題もあり、全ての記事のファクトチェックは行なえないことも理由にあげている。ITmediaライターの井上輝一は、「メディアが発信した情報のファクトチェック」がSNSで行われ、その誤りがしばしば指摘されている現状で、「メディアの書くことは正確なのでそれ以外をチェックします」という方針が反発を買うのは当然であるとしている。NHK放送文化研究所の上杉慎一は、「今回の取り組みはネット上の言説に対してプラットフォーム側が責任を持って対処する第一歩と肯定的に捉えるべき」「テレビや新聞についてはメディア自身の問題である」と述べている。ジャーナリストの藤代裕之は、「テレビには番組審議会や放送倫理・番組向上機構（BPO）が、新聞には第三者委員会などの検証・訂正を行うシステムがあるが、ネットやSNSのプラットフォームには、このような検証・訂正を行うシステムがない」「（設立の経緯から）テレビ・新聞は対象外とするのは当然」とした上で、「（事実を確認するシステムが存在しているのか不明の場合が多い）ネットニュースやスポーツ紙、まとめサイトの扱いを、運営委員会がどう判断するのかが注目される」と述べている。
メディアの問い合わせに対し、JFCは、「正確で公正な言説により報道の使命を果たすことを目指す報道機関」は原則として対象外だが、「重大な悪影響があるにもかかわらず、発信した報道機関自身や第三者によって検証が為されていないような場合」には、運営委員会が個別に検討した上で、ファクトチェックの対象とする方針であると答えている。

### その他の批判
朝日新聞社出身者のみで主要編集者が占められていることについては設立記者会見等でも偏りがあるという指摘が行われ、SNS上などでも批判が行われた。吉田奨事務局長（SIA専務理事）は「経験と能力をみて人材の選定を行なった。偏りについては厳正なガイドラインを制定することで公正性を失わないようにする」とした上で、将来的には多様な人材を揃えるという見解を示している。
ITmediaライターの井上輝一は、今の発信は「多少なりとも情報リテラシーを持っている人」にしか届いていなさそうに見えるにもかかわらず、2022年9月28日に取り上げた「政府が飛行機雲で有害物質を空から散布しているとするケムトレイル陰謀論」は、「調べるまでもなく信じるに値しない話」であり、「このような陰謀論を信じる低リテラシー層がこの記事を含め、ファクトチェック記事を見ることはあるのか」「見たときに科学的、あるいは論理的な説明をもって納得してくれるのか」「やるべきことはオカルトの検証なのか」と指摘している。編集長の古田は、「間違った情報はたくさん流れている。その中でどれを選ぶのか、正解はない」とし、荒唐無稽な陰謀論でも信じる人がいるため、地道なファクトチェックやメディアリテラシーの普及が必要であると述べている。また、「人それぞれが持つストーリーには解釈があるのでチェックすることはないが、事実部分はチェックする。まずは検証できるところからやっていきたい」とする。
2024年10月28日付公表の「衆院選の自公過半数割れで石破内閣総辞職？ まとめサイトの見出し【ファクトチェック】」については、憲法70条の衆議院総選挙後の内閣総辞職規定を無視していて、間違いであると批判された。
2025年2月5日付公表の「週刊文春の新谷学元編集長「（取材対象が）結果的に自殺してもしょうがない」と発言？　そのような発言はしていない【ファクトチェック】」については、ABEMAの番組内で「（最悪自殺に追い込んでしまう可能性に）そういう事を心配し始めると何も書けない」などと発言していた事が指摘されている。これに対し「一字一句同じでなければFALSEなのか」「このような信念を持ちながら誤報を長期間放置する文春の報道体制への批判が主題ではないのか」などとネット上や一部の新聞等から批判を受けた。日本ファクトチェックセンターは「発言があったとされる番組は閲覧期間が終了しており、内容を確認できない」としているほか、発信源であるインフルエンサーの田端信太郎氏に事実確認の問い合わせが無かった事など、十分とは言えない調査体制にも疑問の声が上がった。